# Longirod
Longirod − miejscowość i gmina (commune) w zachodniej Szwajcarii, w kantonie Vaud, w okręgu (district) Nyon. 

## Demografia
W Longirod mieszka 538 osób. W 2021 roku 18,2% populacji gminy stanowiły osoby urodzone poza Szwajcarią.